# Jardin botanique de Coimbra
Le jardin botanique de Coimbra est un jardin botanique portugais, créé en 1772, qui dépend de l'université de Coimbra.
Ce jardin est un Immeuble d'intérêt public (1996). 

## Historique
En 1731, Jacob de Castro Sarmento (pt) fait une première tentative pour créer un jardin botanique à Coimbra, en prenant pour référence le Chelsea Physic Garden de Londres.
Mais ce n'est qu'en 1772, que le jardin botanique voit finalement le jour, en tant que « Jardin botanique de l'université de Coimbra. » Il est partie intégrante du « Musée d'histoire naturelle » créé par le marquis de Pombal dans le cadre de la réforme des études universitaires que celui-ci met en œuvre. 
Il est amélioré par Felix de Avelar Brotero (1744-1828).